# Upplands runinskrifter 11

Hovgårdsstenen, även kallad Håkanstenen, är ett runblock nedanför Hovgårdens ruiner på Adelsö i Adelsö socken och Ekerö kommun i Uppland. Runstenen som kan dateras till tiden före 1080 har signum U 11. Den är placerad i strandläge vid Mälaren och på andra sidan vattnet syns Birka. 

## Inskriften
Translitterering av runraden:
raþ| |þu : runaʀ : ret : lit : rista : toliʀ : bry[t]i : i roþ : kunuki : toliʀ : a(u)k : gyla : litu : ris… …- : þaun : hion : eftiʀ …k : merki srni… haku(n) · (b)aþ : rista
Normalisering till runsvenska:
Rað þu runaʀ. Rett let rista Toliʀ bryti i roði kunungi. Toliʀ ok Gylla letu ris[ta] …, þaun hion æftiʀ [si]k(?) mærki … Hakon bað rista.
Översättning till nusvenska:
Tyd du runorna! Rätt lät Tolir, bryte i Roden, rista dem åt konungen. Tolir och Gyla lät rista (dessa runor) båda makarna efter sig till minnesvård ... Håkon bjöd rista.

Tolkning: Tolir var bryte, vilket betyder att han var kungens fogde på Hovgården, och Gyla eller Gylla var hans hustru. Håkon har identifierats med Håkan Röde, som antas ha samregerat med Inge den äldre i slutet av 1000-talet. Håkon kan också ha varit den norske jarlen Håkon Ivarsson som utmanade Harald Hårdråde i första norsk-svenska kriget.

## Stenen

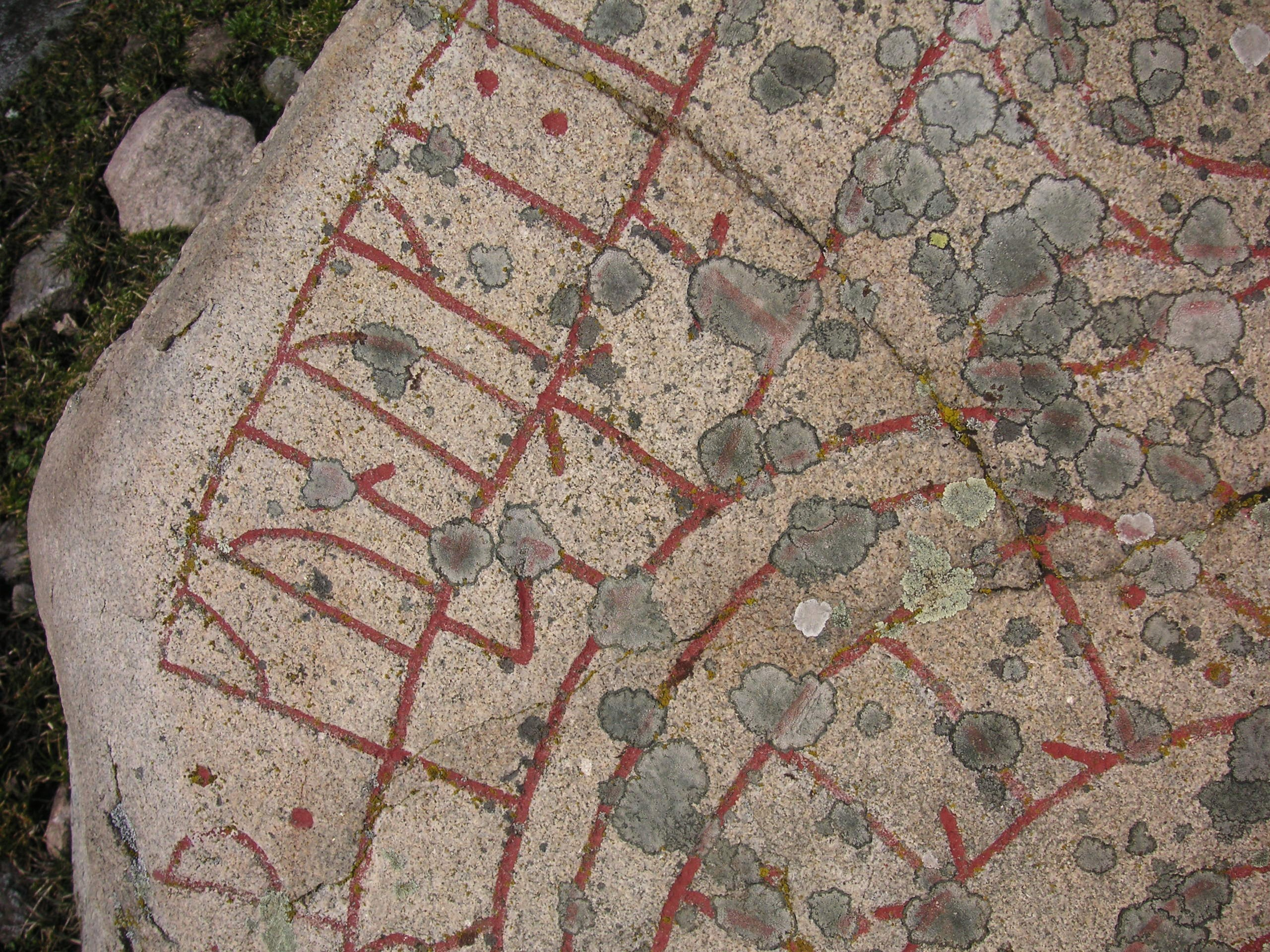
Detalj. Runtext Kunuki: konungen.

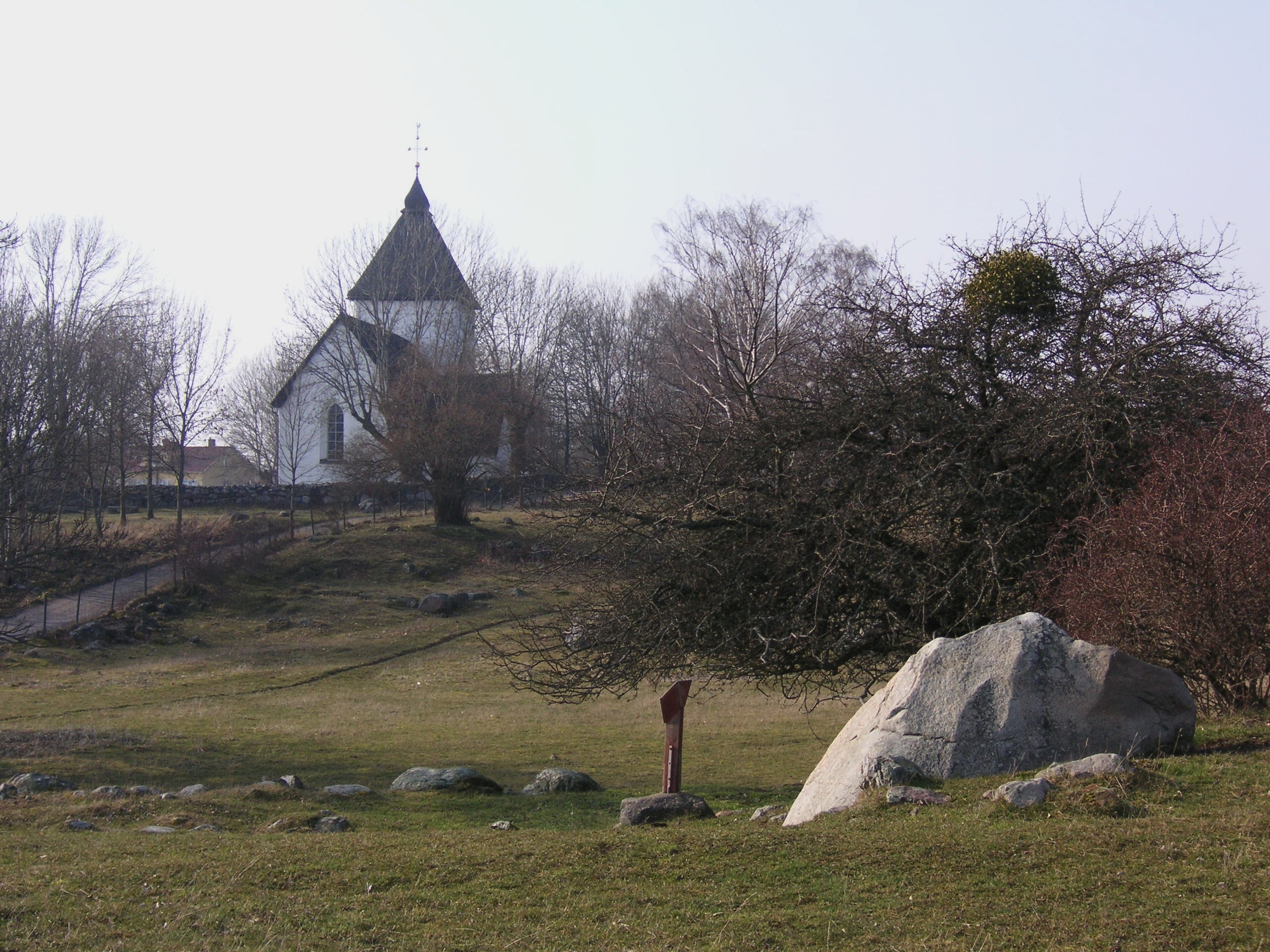
Vy från runsten och upp mot Adelsö kyrka.

Ristningen är skapad på ett jordfast stenblock som består av grå, finkorning granit. Blocket är 2,75 meter brett och 1,4 meter djupt, största höjden är 1,4 meter. Runornas höjd är 7-8 centimeter. Blockets södra sida är slät och har en grund och otydlig ristning, vilket beror på att ytan är skörbränd eftersom den använts för att elda ris och sly emot. Redan på 1600-talet saknades en del av runorna och ornamentiken på högra kanten. På andra ställen finns sprickor och bitar av tunna flak har skalats bort. 
Omkring år 1065 fraktades det sju ton tunga stenblocket hit ner till den flitigt trafikerade båthamnen. Runstenens bildyta placerades så att alla som anlände sjövägen skulle kunna se denna förnäma inskrift, läsa runorna och bli uppmärksammade på kungsgården. Mälarens vattennivå är idag fem till sex meter lägre på grund av landhöjningen och intill stenen finns rester av en forntida kaj. Det innebär att den placerades direkt vid dåvarande strandkanten. Från runblocket går i den forn- och medeltida hamnvikens förlängning, en väg upp till Adelsö kyrka och det intilliggande gravfältet med flera imposanta kungshögar.